# Biserica fortificată din Ghimbav
Biserica fortificată din Ghimbav este un ansamblu de monumente istorice aflat pe teritoriul orașului Ghimbav. În Repertoriul Arheologic Național, monumentul apare cu codul 40223.05.
Biserica fortificată din Ghimbav, inițial romano-catolică, cu hramul Sfântul Petru, a fost înconjurată cu zid de apărare cu cinci turnuri defensive, un zwinger și un șanț cu apă, iar turnul bisericii a fost prevăzut cu guri de tragere, transformând biserica într-o fortăreață. După distrugerile din anul 1658 biserica a fost reconstruită în forma ei inițială.
Ansamblul este format din următoarele monumente:
- Biserica evanghelică (cod LMI BV-II-m-A-11702.01)
- Incintă fortificată cu cinci turnuri (cod LMI BV-II-m-A-11702.02)

## Imagini

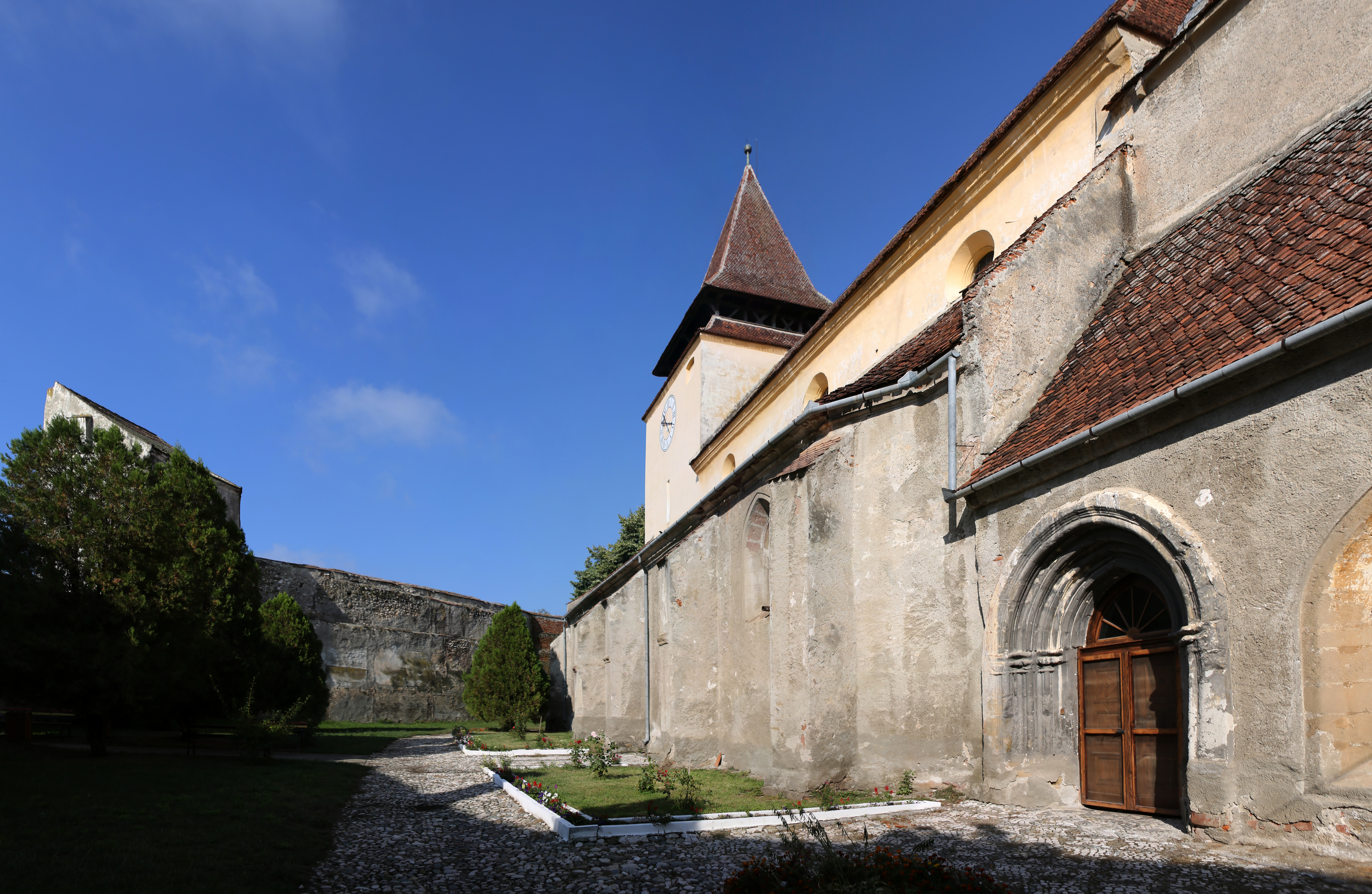
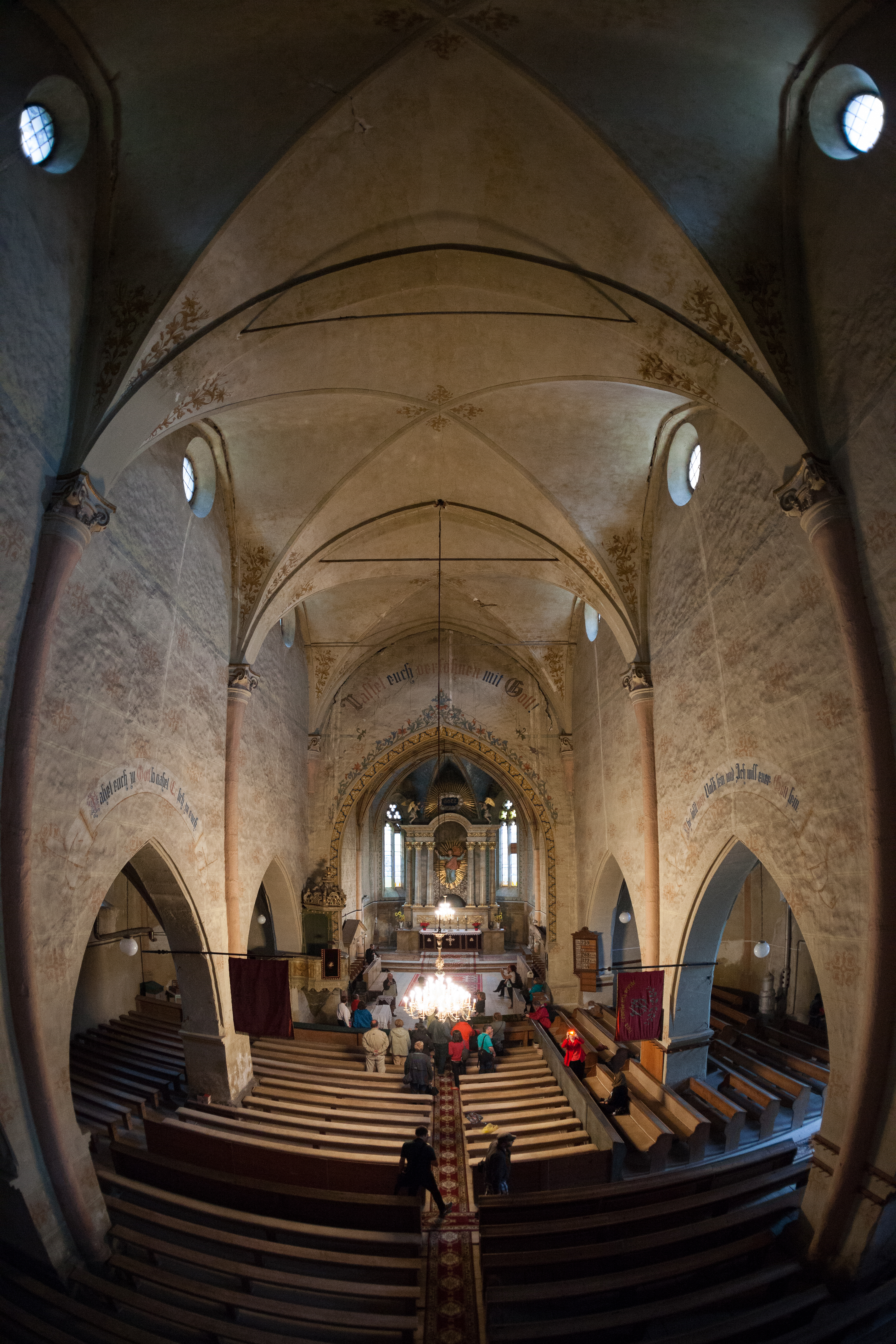